# Sophie Chang
Pour les articles homonymes, voir Sophie Zhang.
Sophie Chang, née le 28 mai 1997 à Havre de Grace, est une joueuse américaine de tennis.

## Carrière
Sophie Chang a débuté sur le circuit professionnel en 2015.
En juillet 2022, elle gagne son premier titre WTA en double lors du tournoi WTA 250 de Hambourg avec sa compatriote Angela Kulikov. 

## Palmarès

### Titre en double dames
| No | Date       | Nom et lieu du tournoi         | Catégorie | Dotation  | Surface      | Partenaire     | Finalistes                | Score            |          |
| -- | ---------- | ------------------------------ | --------- | --------- | ------------ | -------------- | ------------------------- | ---------------- | -------- |
| 1  | 17-07-2022 | Hamburg European Open Hambourg | WTA 250   | 251 750 $ | Terre (ext.) | Angela Kulikov | Miyu Kato Aldila Sutjiadi | 6-3, 4-6, [10-6] | Parcours |

### Finale en double dames
Aucune.

### Finale en double en WTA 125
| No | Date       | Nom et lieu du tournoi     | Catégorie | Dotation  | Surface    | Vainqueures                     | Partenaire   | Score            |          |
| -- | ---------- | -------------------------- | --------- | --------- | ---------- | ------------------------------- | ------------ | ---------------- | -------- |
| 1  | 30-10-2023 | Dow Tennis Classic Midland | WTA 125   | 115 000 $ | Dur (int.) | Hailey Baptiste Whitney Osuigwe | Ashley Lahey | 2-6, 6-2, [10-1] | Parcours |

## Parcours en Grand Chelem

### En simple dames
| Année | Open d'Australie | Open d'Australie    | Internationaux de France | Internationaux de France | Wimbledon | Wimbledon      | US Open | US Open            |
| ----- | ---------------- | ------------------- | ------------------------ | ------------------------ | --------- | -------------- | ------- | ------------------ |
| 2022  | —                | —                   | —                        | —                        | Q2        | Katarzyna Kawa | —       | —                  |
| 2023  | Q3               | Oksana Selekhmeteva | —                        | —                        | —         | —              | —       | —                  |
| 2024  | —                | —                   | —                        | —                        | —         | —              | Q1      | Séléna Janicijevic |

N.B. : à droite du résultat se trouve le nom de l'ultime adversaire.

### En double dames
| Année | Open d'Australie                                                                  | Open d'Australie                                                                          | Internationaux de France                                                       | Internationaux de France                                                   | Wimbledon | Wimbledon | US Open                                                                           | US Open |
| ----- | --------------------------------------------------------------------------------- | ----------------------------------------------------------------------------------------- | ------------------------------------------------------------------------------ | -------------------------------------------------------------------------- | --------- | --------- | --------------------------------------------------------------------------------- | ------- |
| 2022  | —                                                                                 | —                                                                                         | —                                                                              | —                                                                          | —         | —         | 2e tour (1/16) A. Kulikov \|\| style="text-align:left;" \| C. Dolehide S. Sanders |         |
| 2023  | 1er tour (1/32) A. Kulikov \|\| style="text-align:left;" \| M. Bouzková C. Osorio | 1er tour (1/32) A. Kulikov \|\| style="text-align:left;" \| M. Bouzková S. Sorribes Tormo | 1er tour (1/32) A. Kulikov \|\| style="text-align:left;" \| Chan H.-c. L. Chan | 3e tour (1/8) A. Parks \|\| style="text-align:left;" \| M. Linette B. Pera |           |           |                                                                                   |         |
| 2024  | 1er tour (1/32) A. Parks \|\| style="text-align:left;" \| E. Hozumi M. Ninomiya   |                                                                                           |                                                                                |                                                                            |           |           |                                                                                   |         |

N.B. : le nom de la partenaire se trouve sous le résultat ; les noms des ultimes adversaires se trouvent à droite.

## Classements en fin de saison
| Année          | 2015 | 2016 | 2017 | 2018 | 2019 | 2020 | 2021 | 2022 | 2023 | 2024 |
| Rang en simple | 734  | 734  | 309  | 340  | 383  | 415  | 390  | 234  | 331  | 239  |
| Rang en double | 296  | 258  | 180  | 161  | 339  | 358  | 267  | 61   | 75   | 141  |

Source : (en) Classements de Sophie Chang sur le site officiel de la Fédération internationale de tennis